# Семисотка (балка)
Семисотка (крим. Suv Ağar) — маловодна балка на Ак-Монайському перешийку Криму, завдовжки 12 км, з площею водозбірного басейну 47,5 км². Належить до групи річок Керченського півострова. Початок балки знаходиться на схилі Парпацького хребта, в болотистій улоговині між курганами Коль-Оба і Сюрук-Оба, тече, переважно, на північний захід. На північ від Північно-Кримського каналу по руслу балки прокладено головний колектор № 30 (ГК-30) завдовжки 6,8 км, в тому числі по руслу балки 4,6 км; площа дренажної мережі — 267 гектарів (за іншими даними — головний дренаж № 1 (ГД-1). У балці розташоване село і залізнична платформа Семисотка, за якими і дано назву балці, раніше безіменній. Впадає в Арабатську затоку Азовського моря біля села Кам'янське, обмежуючи із заходу Ак-Монайську височину.